# 클로이 카다시안
클로이 알렉산드라 카다시안(영어: Khloé Alexandra Kardashian, 1984년 6월 27일 ~ )은 미국의 방송인, 패션 디자이너, 배우, 사업가이다.

## 영화, TV 출연
- 4차원 가족 카다시안 따라잡기
- 90210
- 펑크드
- 더 엑스 팩터 (미국의 텔레비전 프로그램)
- 로열 페인스

## 같이 보기
- 유명한 것으로 유명